# Atletica leggera ai Giochi della XIV Olimpiade - 80 metri ostacoli

Video della Finale (sono mostrati tutti i quattro ori vinti da F. Blankers-Koen)

La competizione dei 80 metri ostacoli di atletica leggera ai Giochi della XIV Olimpiade si è disputata nei giorni 3 e 4 agosto 1948 allo Stadio di Wembley a Londra

## L'eccellenza mondiale
| Camp.ssa europea 1946 | 11"8 | Fanny Blankers-Koen | Presente |
| Primatista stagionale | 11"0 | Fanny Blankers-Koen | Presente |
| Vincitrice Trials USA | 12"4 | Bernice Robinson    | Presente |

1. ↑  Fino al 29 luglio.

L'olandese Fanny Blankers-Koen è la dominatrice della specialità fin dal 1942. È Campionessa europea in carica. Il 20 giugno ad Amsterdam ha battuto il suo record mondiale con 11"0 e si presenta ai Giochi da netta favorita.

## Risultati

### Turni eliminatori
| 4 Batterie   | 3 agosto | 21 partenti   | Si qualificano le prime tre. |
| 2 Semifinali | 3 agosto | 6 + 6         | Si qualificano le prime tre. |
| Finale       | 4 agosto | 6 concorrenti |                              |

### Batterie
| Pos. | Atleta              | Nazione       | Tempo |
| ---- | ------------------- | ------------- | ----- |
| 1    | Fanny Blankers-Koen | Paesi Bassi   | 11"3  |
| 2    | Joan Upton          | Gran Bretagna | 11"8  |
| 3    | Jeanine Toulouse    | Francia       | 12"0  |
| 4    | Mirja Jämes         | Finlandia     | n/d   |
| 5    | Marion Huber        | Cile          | n/d   |
| 6    | Theresa Manuel      | Stati Uniti   | n/d   |

| Pos. | Atleta                      | Nazione        | Tempo |
| ---- | --------------------------- | -------------- | ----- |
| 1    | Maureen Gardner             | Gran Bretagna  | 11"6  |
| 2    | Libuše Lomská               | Cecoslovacchia | 11"8  |
| 3    | Noemí Simonetto de Portela  | Argentina      | 11"8  |
| 4    | Janine Magnin-Lamouche      | Francia        | 11"9  |
| 5    | Domnitsa Lanitou-Kavounidou | Grecia         | n/d   |

| Pos. | Atleta                  | Nazione       | Tempo |
| ---- | ----------------------- | ------------- | ----- |
| 1    | Yvette Monginou         | Francia       | 11"7  |
| 2    | Shirley Strickland      | Australia     | 11"9  |
| 3    | Maria Oberbreyer-Trösch | Austria       | 11"9  |
| 4    | Bernice Robinson        | Stati Uniti   | n/d   |
| 5    | Bertha Crowther         | Gran Bretagna | n/d   |

| Pos. | Atleta                     | Nazione     | Tempo |
| ---- | -------------------------- | ----------- | ----- |
| 1    | Elfriede Steurer           | Austria     | 12"2  |
| 2    | Gerda van der Kade-Koudijs | Paesi Bassi | 12"2  |
| 3    | Jean Walraven              | Stati Uniti | 12"6  |
| 4    | Kyllikki Naukkarinen       | Finlandia   | n/d   |
| 5    | Vinton Beckett             | Giamaica    | n/d   |

### Semifinali
| Pos. | Atleta                  | Nazione        | Tempo |
| ---- | ----------------------- | -------------- | ----- |
| 1    | Fanny Blankers-Koen     | Paesi Bassi    | 11"4  |
| 2    | Maria Oberbreyer-Trösch | Austria        | 11"9  |
| 3    | Libuše Lomská           | Cecoslovacchia | 12"0  |
| 4    | Joan Upton              | Gran Bretagna  | n/d   |
| 5    | Jeanine Toulouse        | Francia        | n/d   |
| 6    | Jean Walraven           | Stati Uniti    | n/d   |

| Pos. | Atleta                     | Nazione       | Tempo |
| ---- | -------------------------- | ------------- | ----- |
| 1    | Shirley Strickland         | Australia     | 11"7  |
| 2    | Yvette Monginou            | Francia       | 11"8  |
| 3    | Maureen Gardner            | Gran Bretagna | 11"8  |
| 4    | Noemí Simonetto de Portela | Argentina     | n/d   |
| 5    | Gerda van der Kade-Koudijs | Paesi Bassi   | n/d   |
| 6    | Elfriede Steurer           | Austria       | n/d   |

### Finale
Fanny Blankers-Koen parte male e vede scattare davanti a lei la britannica Gardner. Riesce a recuperare il distacco e la raggiunge nel finale. La Blankers-Koen vince al fotofinish. Le due atlete vengono accreditate dello stesso tempo.
Fanny Blankers-Koen è anche la prima atleta della storia a bissare il titolo europeo con l'alloro olimpico.

È l'unica atleta del XX secolo ad aver vinto tre titoli individuali in gare su pista alle Olimpiadi.
| Pos.    | Atleta                  | Età | Nazione        | Tempo |
| ------- | ----------------------- | --- | -------------- | ----- |
| Oro     | Fanny Blankers-Koen     | 30  | Paesi Bassi    | 11"2  |
| Argento | Maureen Gardner         | 19  | Gran Bretagna  | 11"2  |
| Bronzo  | Shirley Strickland      | 23  | Australia      | 11"4  |
| 4       | Yvette Monginou         | 21  | Francia        | 11"8  |
| 5       | Maria Oberbreyer-Trösch | 26  | Austria        | 11"8  |
| 6       | Libuše Lomská           | 25  | Cecoslovacchia | 11"9  |